# Acantholeucania thoracica
Acantholeucania thoracica là một loài bướm đêm trong họ Noctuidae.